# George Augustus Robinson
George Augustus Robinson (ur. 22 marca 1791, zm. 18 października 1866) − budowniczy i pastor, Chief Protector of Aborigines w dystrykcie Port Phillip w latach 1839–1849.
Robinson urodził się 22 marca 1791 roku w rodzinie Williama Robinsona i Susannah z domu Perry. 28 lutego 1814 roku ożenił się z Marią Amelią Evans. Wyemigrował do Hobart na Tasmanii, gdzie dotarł w styczniu 1824 roku. Żona i dzieci dołączyli do niego w kwietniu roku 1826.
W latach 30. XIX wieku konflikt pomiędzy osadnikami i Aborygenami tasmańskimi gwałtownie narastał, przekształcając się w tzw. czarną wojnę. W 1830 roku Robinson prowadził śledztwo w sprawie masakry w Cape Grim z roku 1828, w której zginęło 30 Aborygenów. Robinson pełnił też funkcję rozjemcy w konflikcie z tubylcami. Zajmował się także przesiedleniem Aborygenów na Wyspę Flindersa. Robinson zaprzyjaźnił się z Truganini, której pomagał w życiu na Wyspie Flindersa aż do czasu, gdy sytuacja na Tasmanii uspokoiła się.
Zaangażowanie Robinsona w sprawy Aborygenów wkrótce potem zakończyło się, zaś obóz dla nich przeznaczony na Wyspie Flindersa przekształcił się w praktyce w więzienie. Wielu Aborygenów zmarło z powodu pogorszenia się warunków bytowania w nim.
Robinson został w marcu 1839 roku Chief Protector of Aborigines, tworząc Protektorat Port Phillip. W latach 1841–1842 Robinson udał się do zachodniej Wiktorii, gdzie badał sprawę masakry w Portland z 1833 lub 1834 roku.
Protektorat zniesiono 31 grudnia 1849 roku.
Jego żona, Maria, zmarła w 1848 roku. W 1853 roku ożenił się z Rose Pyne, z którą spędził kilka lat w Europie przed powrotem do Wielkiej Brytanii w roku 1858.
Robinson zmarł 18 października 1866 w Bath.